# Demoiselle du téléphone
Une demoiselle du téléphone (aussi appelée téléphoniste, standardiste ou opératrice) est une personne, presque toujours une femme, qui actionnait un standard téléphonique pour établir les communications entre usagers correspondants dans les premières décennies de la téléphonie.

## Dans le monde
Le métier a existé dans divers pays, dont :
- Demoiselle du téléphone (France)
- Demoiselle du téléphone (Suisse)
- Demoiselle du téléphone (Belgique)

## Dans les arts

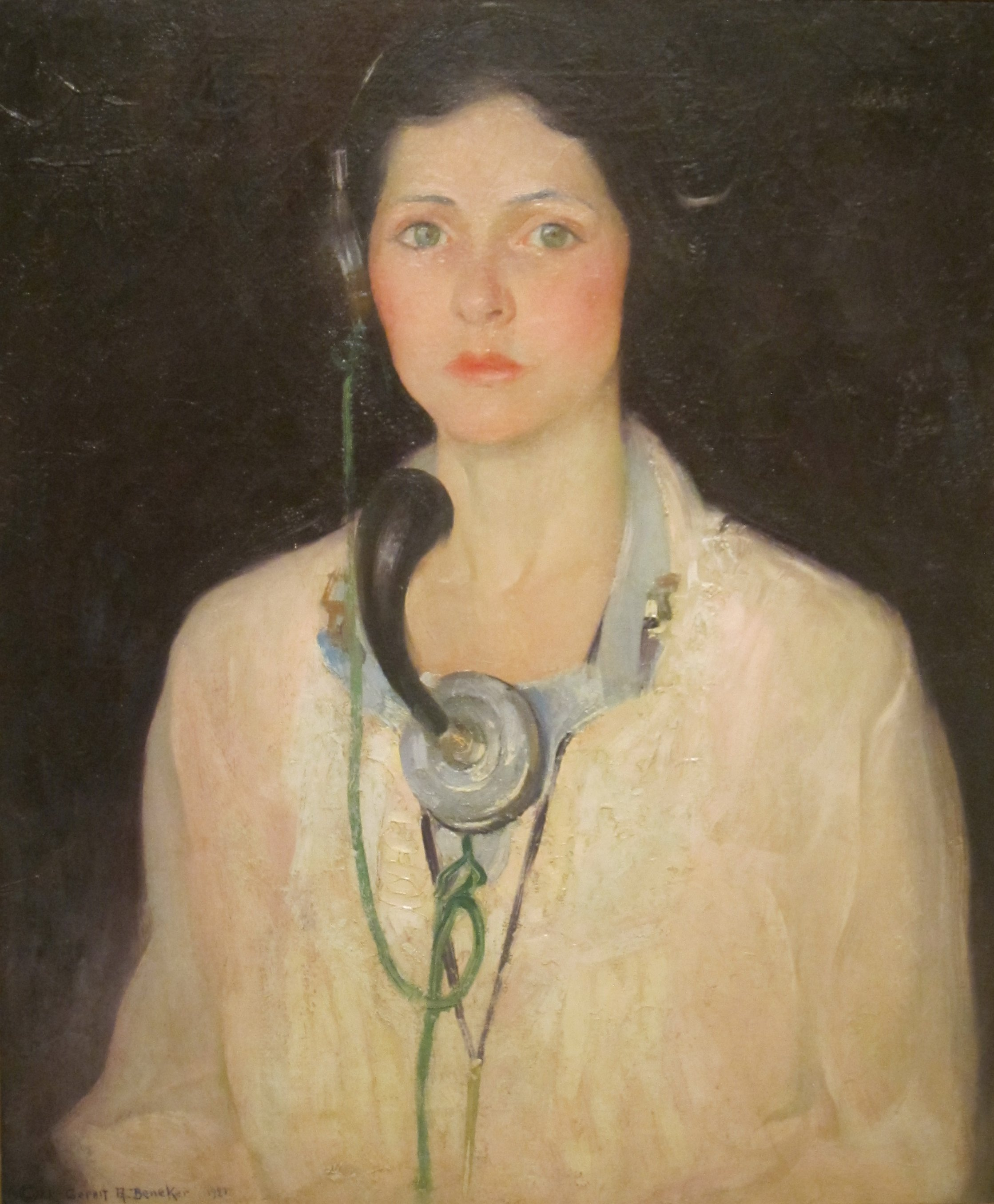
Le tableau Telephone Operator (A Weaver of Public Thought) du peintre américain Gerrit Beneker (1921).

La série télévisée espagnole Les Demoiselles du téléphone (en version originale Las chicas del cable) met en scène quatre standardistes de la compagnie de téléphone de Madrid qui, dans les années 1920, se battent, chacune à leur manière pour les droits des femmes et pour leur indépendance.
Le peintre surréaliste belge Paul Delvaux peint un tableau intitulé Les Demoiselles du Téléphone, où les demoiselles du téléphone semblent assimilées aux Parques, divinités antiques gouvernant les fils du destin des hommes. En la circonstance, le fil est un fil téléphonique.

### Œuvres
- Telephone Operator (A Weaver of Public Thought), tableau américain de Gerrit Beneker, 1921.
- Das Fräulein vom Amt, film allemand de Hanns Schwarz, 1925.
- La telefonista, film italien de Nunzio Malasomma, 1932.
- Telephone Operator, film américain de Scott Pembroke, 1937.
- Les Demoiselles du téléphone, tableau belge de Paul Delvaux, 1951.
- Fräulein vom Amt, film allemand de Carl-Heinz Schroth, 1954.
- Le 22 à Asnières, sketch français de Fernand Raynaud, 1955.
- The Phantom of the Operator, film canadien de Caroline Martel, 2004.
- Kentucky Route Zero: Act IV, jeu vidéo américain de Cardboard Computer, 2016.
- Les Demoiselles du téléphone, série espagnole de Ramón Campos et Gema R. Neira, 2017–2020.